# Dam tot Damloop 1995
De Dam tot Damloop 1995 werd gehouden op zondag 17 september 1995. Het was de elfde editie van deze loop. De wedstrijd liep van Amsterdam naar Zaandam en had een lengte van 10 Engelse mijl (16,1 km).
Bij de mannen finishte de Keniaan Paul Tergat als eerste in 45.50. Hij bleef zijn landgenoot Thomas Osano op de finish acht tellen voor. De Belg Vincent Rousseau werd derde in 46.08. Bij de vrouwen won de Keniaanse Hellen Kimaiyo in 51.49. Dit was haar derde overwinning op rij. Met deze prestatie won zij tevens de man-vrouw wedstrijd.
In totaal namen 13.900 deelnemers deel aan de 10 Engelse mijl en 2300 deelnemers aan de minilopen.

## Wedstrijd
Mannen
| rang   | naam                  | land | tijd  |
| ------ | --------------------- | ---- | ----- |
| Goud   | Paul Tergat           | KEN  | 45.50 |
| Zilver | Thomas Osano          | KEN  | 45.58 |
| Brons  | Vincent Rousseau      | BEL  | 46.08 |
| 4      | Brahim Lahlafi        | MAR  | 46.25 |
| 5      | Charles Omwoyo        | KEN  | 46.49 |
| 6      | Simon Lopuyet         | KEN  | 46.55 |
| 7      | Meck Mothuli          | RSA  | 47.08 |
| 8      | Willie Mtolo          | RSA  | 47.56 |
| 9      | Eduardo DoNascrimento | BRA  | 47.59 |
| 10     | Gerard Kappert        | NED  | 48.00 |

Vrouwen
| rang   | naam                  | land | tijd  |
| ------ | --------------------- | ---- | ----- |
| Goud   | Hellen Kimaiyo        | KEN  | 51.49 |
| Zilver | Derartu Tulu          | ETH  | 51.50 |
| Brons  | Tegla Loroupe         | KEN  | 52.17 |
| 4      | Lieve Slegers         | BEL  | 54.04 |
| 5      | Joyce Chepchumba      | KEN  | 54.27 |
| 6      | Simona Staicu         | ROU  | 55.04 |
| 7      | Carla Beurskens       | NED  | 55.09 |
| 8      | Gabrielle Vijverberg  | NED  | 55.15 |
| 9      | Natalya Sorokivaskaya | KAZ  | 55.53 |
| 10     | Karen Macleod         | SCO  | 56.29 |

1985 ·
1986 ·
1987 ·
1988 ·
1989 ·
1990 ·
1991 ·
1992 ·
1993 ·
1994 ·
1995 ·
1996 ·
1997 ·
1998 ·
1999 ·
2000 ·
2001 ·
2002 ·
2003 ·
2004 ·
2005 ·
2006 ·
2007 ·
2008 ·
2009 ·
2010 ·
2011 ·
2012 ·
2013 ·
2014 ·
2015 ·
2016 ·
2017 ·
2018 ·
2019